# Александър Маринеско
Александър Иванович Маринеско (на руски: Алекса́ндр Ива́нович Марине́ско, на румънски: Alexandru Marinescu (Одеса, 15 януари 1913 г. – Ленинград, 25 ноември 1963 г.) е съветски военноморски офицер. По време на Великата отечествена война той придобива известност с потапянето на трансатлантическия КС „Вилхелм Густлоф“ и транспортния кораб Генерал фон Щойбен.

## Биография
Александър е роден на 15 януари 1913 г. в крайбрежния град Одеса. Баща му е бивш румънски моряк Йон Маринеску, установен в Русия от 1893 г. и женен за Татяна Ковал. Маринеско се присъединява към съветския флот в клона на търговския флот на Черноморския флот и по-късно, през 1939 г., той е назначен като командир на подводница в Балтийския флот, като се откроява в оперативното развитие на подводницата M-96 .
В началото на Великата отечествена война неговата подводница М-96 е извадена от строя в пристанище поради форсмажорна авария за период от 4 месеца, което допринася за влошаване на подготовката на екипажа му и освен това Маринеско е потънал в алкохолизъм , за което е изключен от комунистическата партия. След това Маринеско разви голямо желание да бъде признат и оправдан пред началниците си. Чувство, което би довело до извършване на действия, които биха могли да бъдат от значение за постигане на това признание за сметка на всичко необходимо.
През август 1942 г. Маринеско има възможността да се реабилитира със своя M-96, торпилирайки германска канонерка (Helena SAT-4), която засяда, обявявайки нейния тонаж за 7000 (в действителност водоизместимостта е 400 t). През октомври същата година той провежда операция на специалните сили, като разтоварва целеви екип в залива Нарва с цел улавяне на машина „Енигма“. Оперативният екип има 50% жертви и се връща без машината. Въпреки това той е възстановен в партията и е награден с орден „Ленин“ за заслугите си.
През януари 1943 г. той получава командването на модерната подводница от клас С, С-13. През октомври 1944 г., след като напуска финландския град Ханко (който след капитулацията на Финландия се превръща в съветска военноморска база), Маринеско е назначен на полуостров Хела, за да тормози германските кораби, които са там. В тази зона той изненадва транспортния кораб „Зигфрид“ и стреля залп от 4 торпеда, но нито едно от тях не намира целта, така че той трябва да изплува на повърхността и да го канонадира от разстояние, като накрая го обявява за потънал и претендира за 6000 тона, когато има много по-голяма водоизместимост. Сериозно повреденият транспорт все пак успява да стигне до пристанище.
През януари 1945 г. Александър Маринеско изчезва за три дни и началниците му се съгласяват да бъде изправен пред военен съд и да бъде обявен за дезертьор. Той неочаквано се връща и заявяв, че е бил с шведка в град Ханко. Тъй като той е нарушил строгата заповед, че съветските военни не могат да се забъркват с чужденци, той е на ръба да бъде уволнен. Но тъй като напускането на Маринеско би означавало бездействие на подводницата С-13, висшето командване решава да му даде нова възможност, като го изпраща до пруското крайбрежие на Балтийско море. По това време Германия провежда операция „Ханибал“, целта на която е евакуацията на ранен военен персонал и цивилни, които са били хванати в капан в Източна Прусия от съветската офанзив.
В този контекст, през нощта на 30 януари 1945 г. Маринеско изненадващо и потапя лайнера КС Вилхелм Густлов, причинявайки около 9 500 жертви сред медицински персонал, ранени войници и цивилни. Няколко дни по-късно, на 10 февруари, транспортът на генерал фон Щубен е атакуван, което води до 4267 цивилни и военни жертви. Маринеско обаче е убеден, че всъщност е потопил лекия крайцер „Емдем“. Тактиката за торпедиране, използвана от Маринеско на тези кораби, се счита за идеална от Съветската военноморска академия. Въпреки тези постижения, Върховното военноморско командване на Съветския съюз, представлявано от Николай Герасимович Кузнецов, отказва да признае Маринеско за достоен за званието Герой на Съветския съюз, описвайки го като притежаващ неадекватен профил на герой и го дисквалифицира главно поради неговия алкохолизъм и неговият конфликтен характер. След войната, между 1946 и 1949 г. Маринеско работи като помощник-капитан на кораби на държавната търговска параходна компания „Балтика“, от 1949 г. е заместник-директор на Ленинградския научно-изследователски институт по кръвопреливане. През 1949 г. е осъден на 3 години лишаване от свобода, обвинен в разхищение на социалистическо имущество, излежава присъдата си във Ванино (1949 – 1951 г.). След освобождаването си между 1951 и 1953 г. работи като геодезист в експедиции до Онежкото и Ладожкото езера. От 1953 г. ръководи секция на снабдителния отдел на ленинградския завод „Мезон“. Маринеско умира в Ленинград след продължителна и тежка стомашна язва на 25 ноември 1963 г. Погребан е на Богословското гробище в Санкт Петербург. Наблизо (авеню Кондратевски 83) е Музеят на руските подводни сили „Александър Маринеско“.
През 1990 г. той е обявен за Герой на Съветския съюз по случай 50-годишнината от Великата отечествена война.